# Априль, Аарон Исаакович
Аарон Исаакович Априль (15 июня 1932, Вилкавишкис, Литва — 14 февраля 2020, Иерусалим, Израиль) — советский и израильский живописец, график и скульптор. Персональные выставки Априля проходили в ведущих музеях, включая Государственную Третьяковскую галерею. Член Московского отделения Союза художников.

## Биография до переезда в Израиль
Аарон Априль родился в Вилкавишкисе (Литва), в семье Исаака Зиселевича Априля (1896—?) и Тойбы (Таубы) Янкелевны Янкельзон (1901—?), заключивших брак там же в 1927 году. Отец был фармацевтом. Детство провёл в поместье Шяудиншкяй в трех километрах от Вержблово (Кибарты, современное название — Кибартай), где родился И. И. Левитан. За несколько дней до нападения Германии на Советский Союз, в июне 1941 года семья Априль была выслана на поселение в Сибирь. Первый год ссылки семья провела в Алтайском крае, затем — за Полярным кругом в посёлках Кресты и Казачье на реке Яне в Якутии. Будущий художник рос в Заполярье; десятилетия спустя впечатления от особой природы и суровой жизни северного края на протяжении многих лет находили выражение в его искусстве. 
В 1947 году с золотой медалью окончил среднюю школу в Якутске. В 1948 году Априлю удалось стать студентом Московского художественного училища памяти 1905 года. Там он проучился только полтора года, так как в канун «Дела врачей» был снова сослан в Якутск, где окончил Художественное училище и одновременно — заочно — четыре курса исторического факультета Педагогического института. В 1953 году был освобождён из ссылки. В 1954—1960 годах учился в Московском государственном художественном институте (МГХИ) им. Сурикова. 
После окончания МГХИ в 1961 году был принят в число членов Московского отделения Союза художников. В 1958—1972 годах регулярно участвовал во многих московских, республиканских, всесоюзных и зарубежных выставках. В Москве состоялись две его персональные выставки: первая — в 1963 году в редакции журнала «Юность», вторая — в 1970 году в Доме дружбы народов; озаглавленная «За семью морями», она включала работы, созданные по материалам и впечатлениям от морского похода в Индию на торговом судне. В 1972 году вместе с отцом (мать к тому времени умерла в Пушкино) эмигрировал в Израиль, где обосновался в Иерусалиме.

## Биография и творческий путь в Израиле
Первая выставка Аарона Априля в Израиле состоялась в галерее Иерусалимского театра уже в декабре 1972 года. В Израиле Априль много работает с натуры, осваивает новые ритмы и мотивы, настойчиво решает проблемы борьбы света и цвета. В 1975—1976 годах возглавлял Ассоциацию художников и скульпторов Иерусалима. До 1983 году преподавал живопись, рисунок и композицию (попеременно) в Хайфском университете, в Еврейском университете в Иерусалиме и в Академии художеств Бецалель в Иерусалиме. В середине 1980-х годов был посланником Еврейского агентства в Риме. В 1987 году присоединился к группе основателей деревни художников Са-Нур в Северной Самарии, которую позднее возглавлял в 1991—1999 годах; за эти годы там были сооружены 28 мастерских и был создан выставочный зал. После ряда персональных выставок в Иерусалиме, Тель-Авиве и Хайфе, неоднократно выставлялся США, Канаде, Германии, Швейцарии, Франции и других странах, а в 2000-е годы и в России. В 1986—1998 годах работал в Париже в Cite Internationale des Arts в разные годы сроком от двух месяцев до года. В 2001 году получил премию Фонда Иш-Шалома «За особые заслуги в развитии искусства». В 2002 году Московский музей современного искусства в основном здании на Петровке провел его персональную выставку «30 лет спустя», в 2008 году Государственная Третьяковская галерея в здании на Крымском валу провела его большую ретроспективу, в 2014 году его персональную выставку «Неосознанная реальность» организовал Московский музей современного искусства (в здании на Гоголевском бульваре). С 2005 года — почётный член Российской академии художеств.

## Особенности художественного стиля
Художественный стиль Аарона Априля отличается ярко выраженным генезисом от созерцательной фигуративности к экспрессивному символизму. Живописные произведения Априля впечатляют своей красочностью, темпераментным буйством цвета, фантастической его игрой. Однако в этом цветовом хаосе просматриваются и предметность, и даже программность произведений. Критики отмечали, что Априль принадлежит к тем художникам, кто умеет укрощать хаос, побуждая зрителей самих начинать формулировать ответы на вопросы, которые ставит живописное произведение, разгадывать тайну его, тайну, которая и есть ведущая ценность. Из кажущихся беспорядочными пульсирующих мазков неожиданно возникают лица, фигуры, библейские персонажи. Цвету в живописи Априля придается особое значение, что в значительной мере является следствием большого опыта работы акварелью, где совмещались тончайшая передача нюансов колорита и южной природы и композиций, затрагивающих библейскую и общечеловеческую тематику.

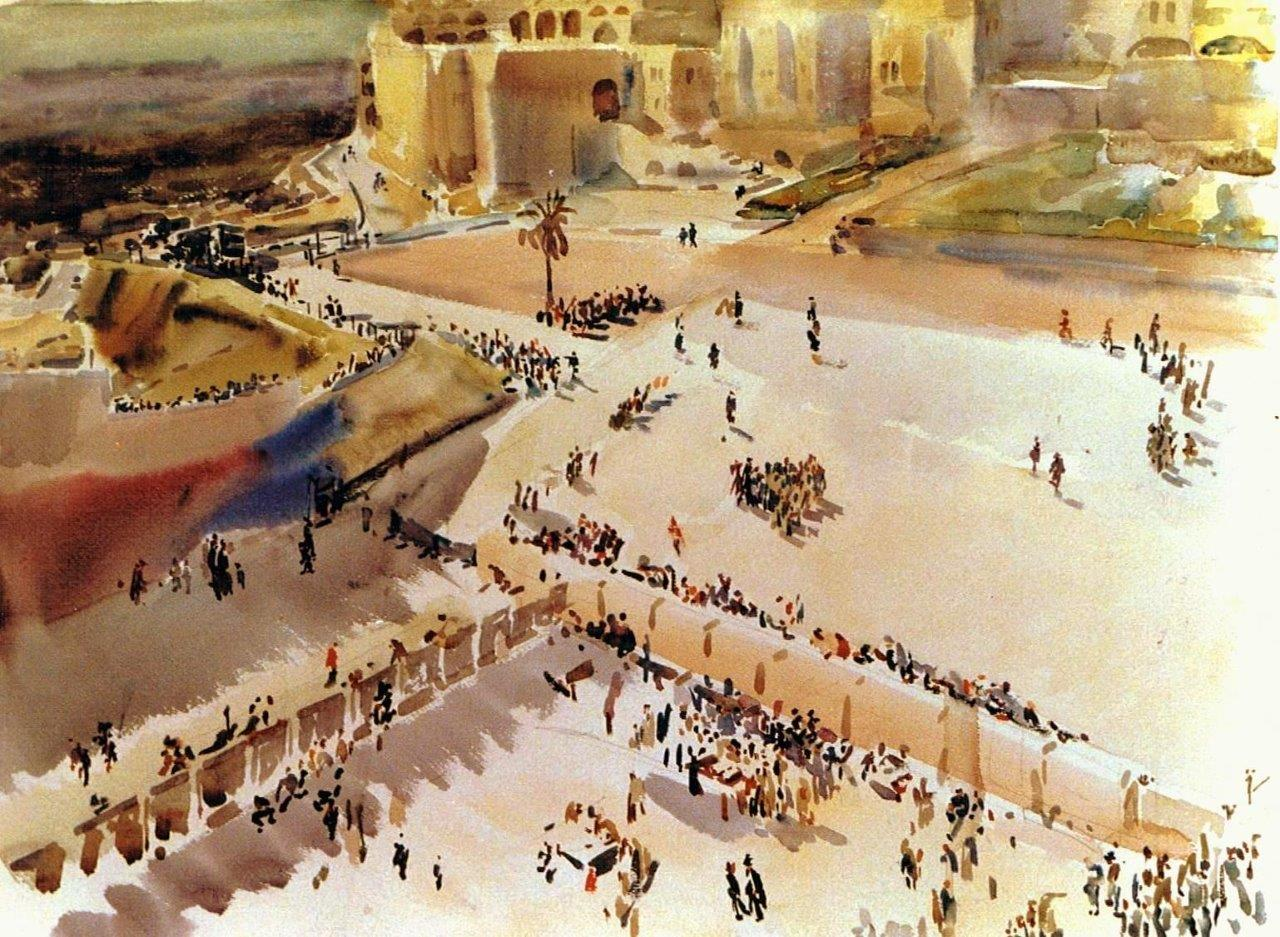
К стене плача
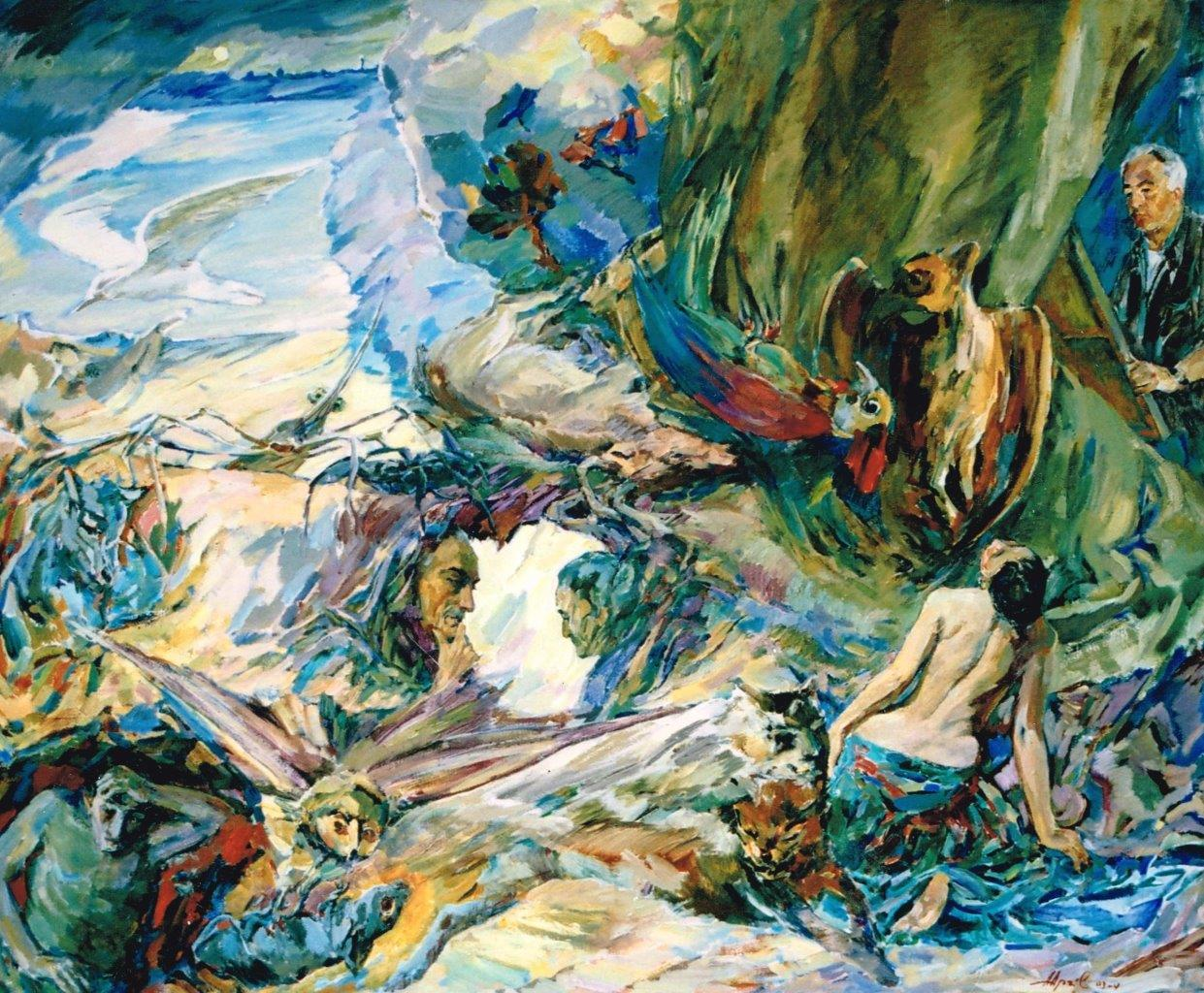
Капризы памяти
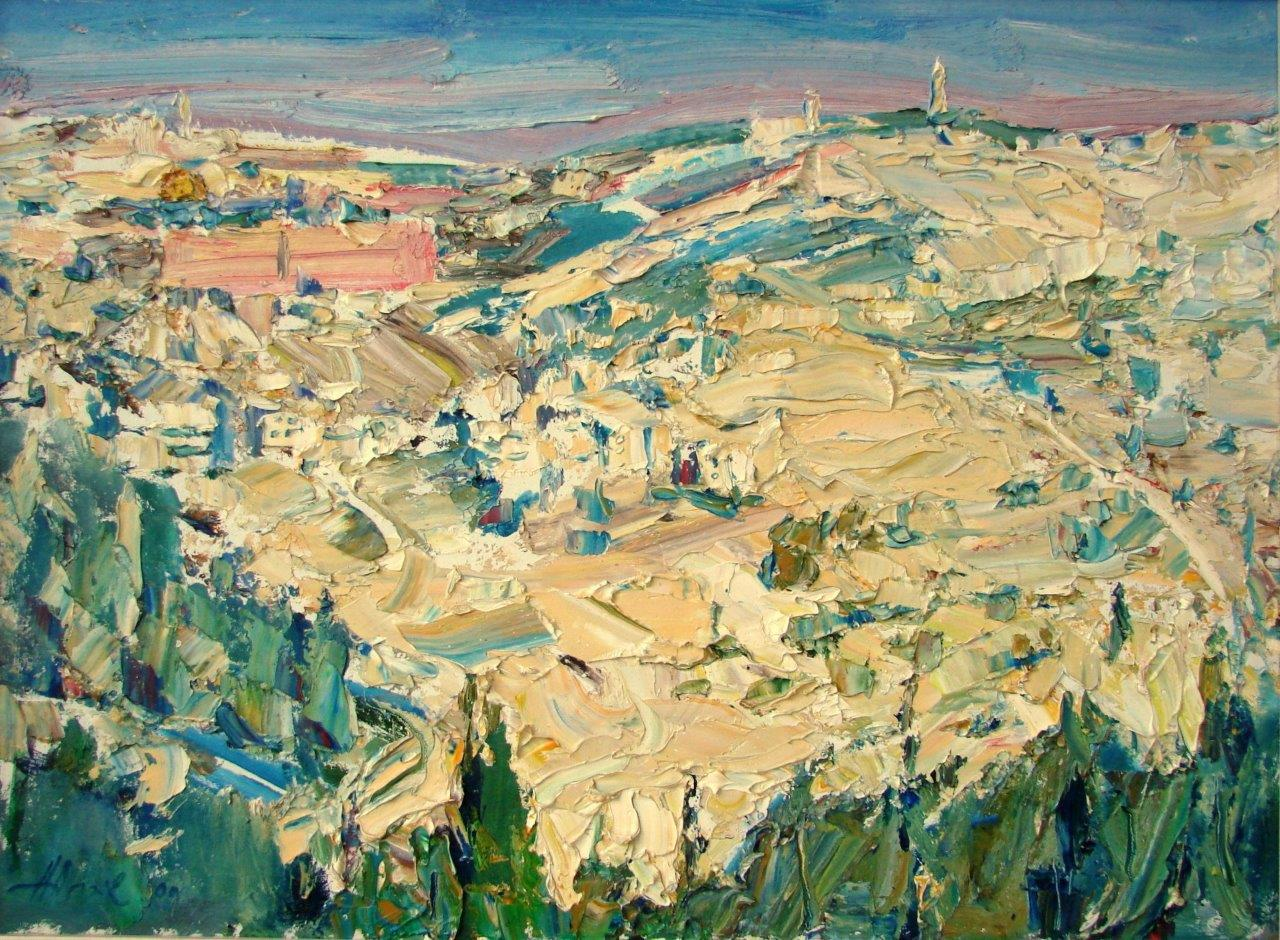
Где был старый город Давида
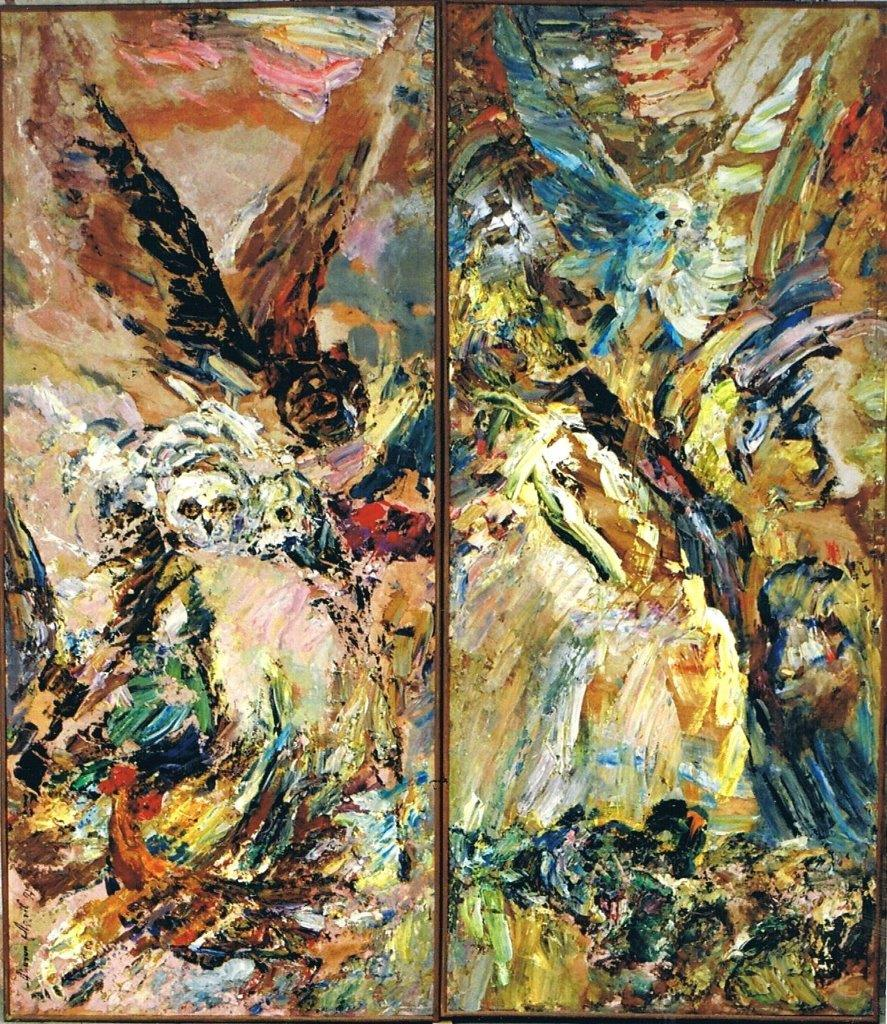
Тесно на небе и на земле
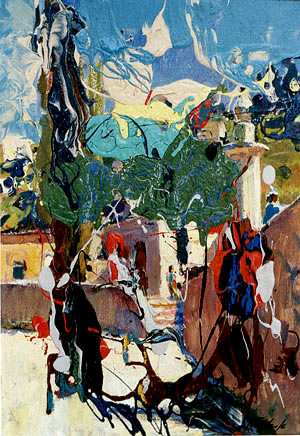
На окраине Иерусалима
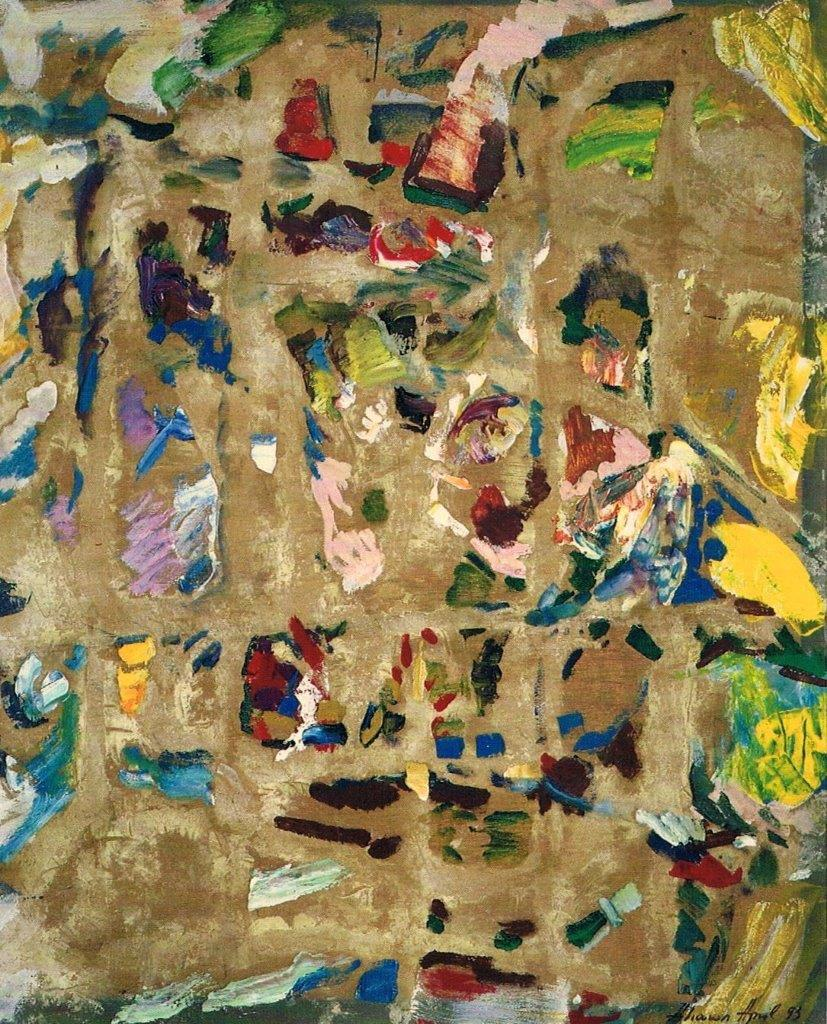
Ритмы(Собрание)
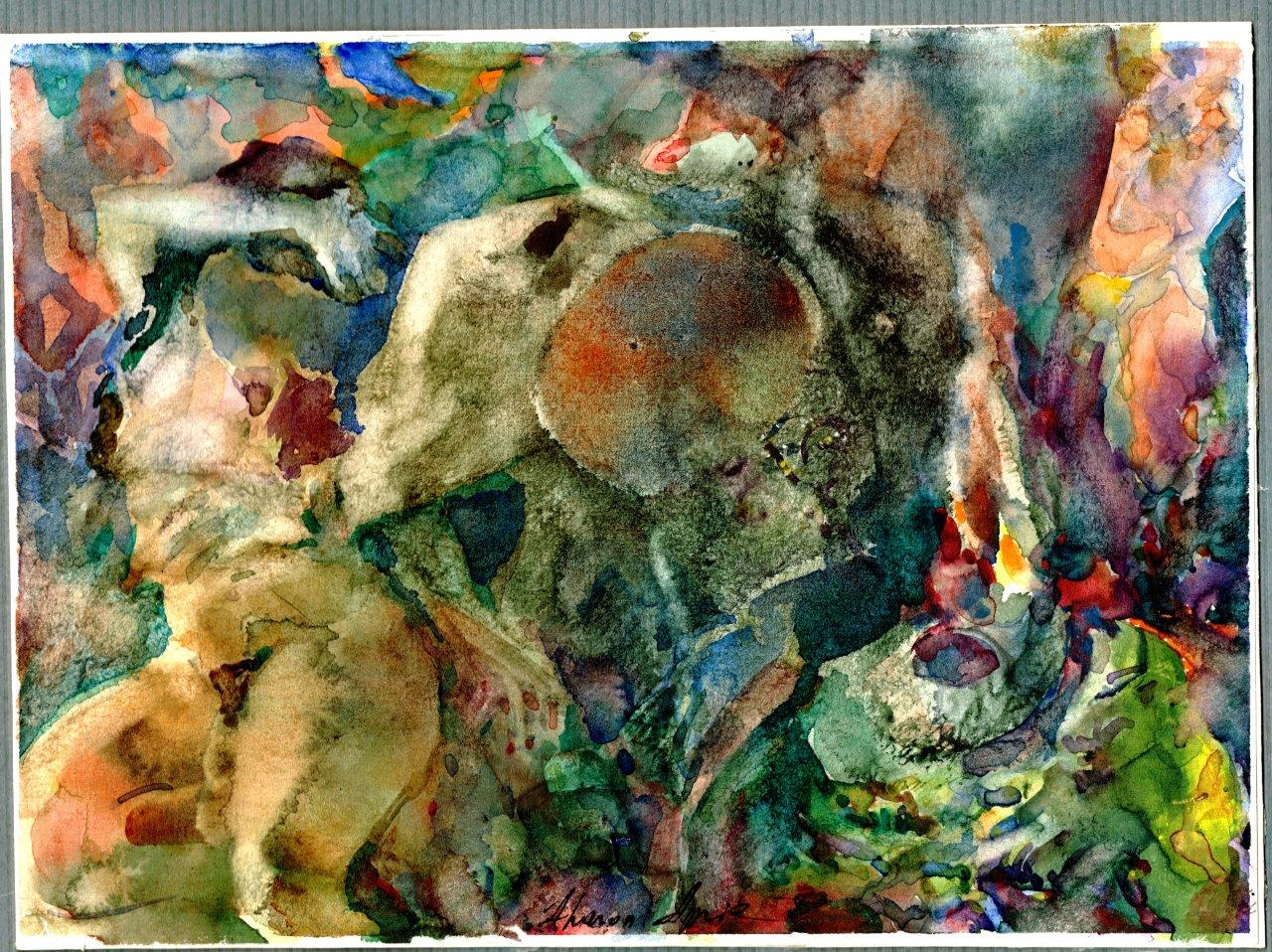
Иродиада
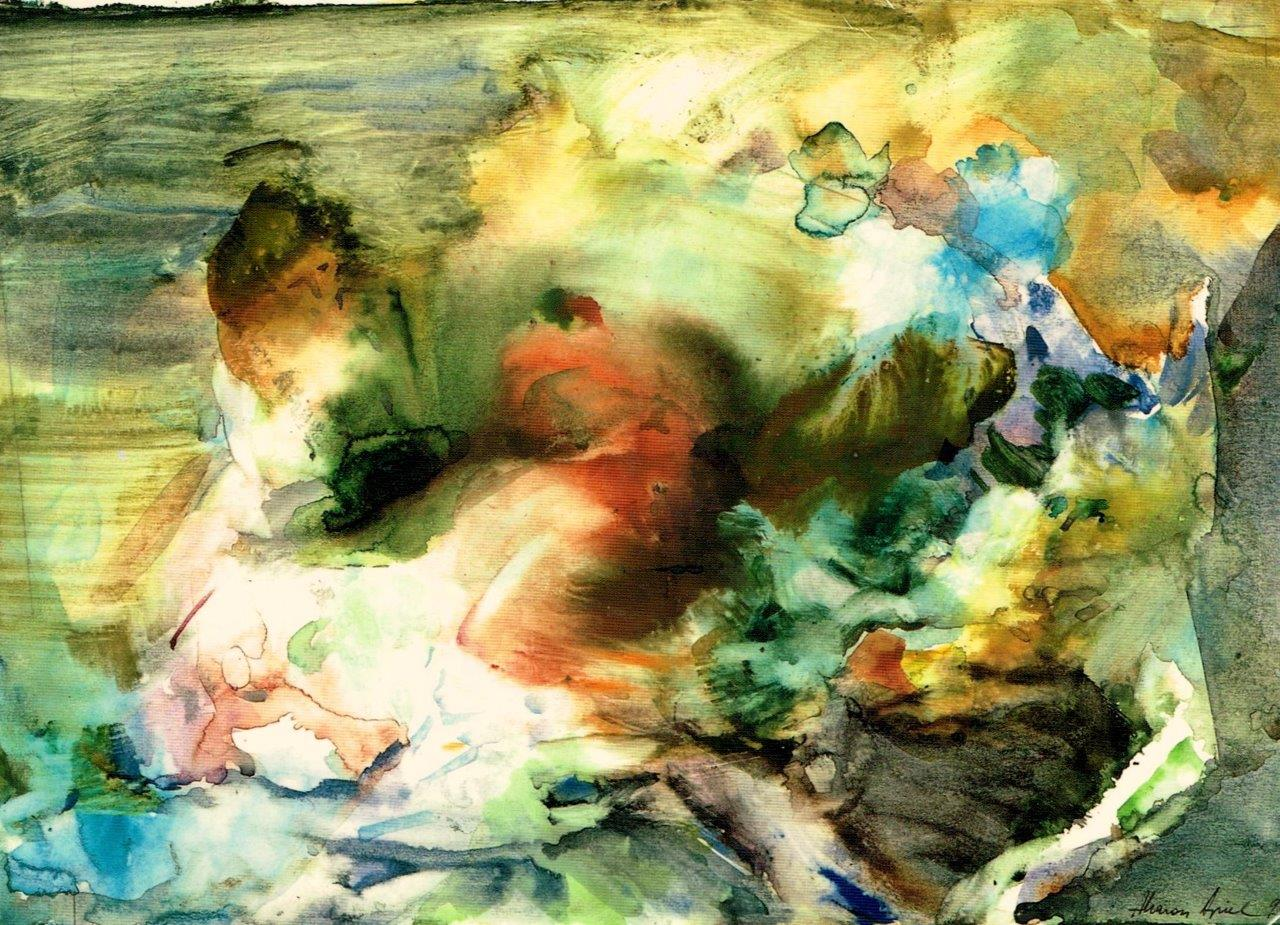
Лот с дочерьми

## Основные альбомы художника
- «Aharon April», с предисловием Жана Боллака (Paris: Galerie Rambert, 1995).
- «Аарон Априль», с предисловием Матти Фишера (Москва: ММСИ, 2002).
- «Аарон Априль. Ретроспектива», с предисловием Марины Генкиной (Москва: Сканрус, 2007).
- Аарон Априль и Галина Подольская, «Любить — всегда классично» (Иерусалим, 2012).
- Галина Подольская и Аарон Априль, «Эпоха в рисунках современника» (Иерусалим, 2013).
- Аарон Априль " К твёрдой руке и честному цвету"  Книга-альбом с воспоминаниями (Иерусалим, Скопус, 2016)

## Видеофильмы о творчестве художника
- «Неосознанная реальность», 2014 г.
- «Сотворение», 2000 г.
- «Песнь Песней», 2001 г.
- «Обратная сторона холста», 2000 г. — размещены на личном сайте художника

## Избранные публикации о творчестве художника в периодической печати
- А. А. Дейнека, "Молодое искусство" // Известия, 14.09.1958.
- В. И. Костин, «Образы жизни...» // Юность (Москва), №10 (1963).
- Биобиблиографический словарь художников народов СССР, 1970, т.1, стр. 182.
- Амнон Барзель, «Аарон Априль» // Ха-Арец ["Страна"], 5 января 1973 г. [на яз. иврит].
- Meir Ronen, «A master in transit» ["Мастер в пути"] // Jerusalem Post, 25 July 1975.
- Ница Флаксер, «Сюжет как выражение эмоций» // Давар ["Слово"], 1 августа 1975 г. [на яз. иврит].
- Shella Drobkin, «From Russia to Israel with dreams» ["Из России в Израиль с мечтами"] // The Montreal Suburban, 8 ноября 1975 г.
- Bob Garret, «An artist tells…» ["Художник рассказывает…"] // Boston Glob, 23 ноября 1975 г.
- Мириам Таль, «Праздник для глаз» // Едиот ахронот ["Последние известия"], 4 мая 1979 г. [на яз. иврит].
- Давид Герштейн, «Песнь Песней в двух ипостасях» // Едиот ахронот ["Последние известия"], 1983 г. [на яз. иврит].
- Георг Мордель, «Художник А. И. Априль» // Круг (Тель-Авив), 13 июля 1983 г.
- Лазарь Дранкер, «Судьи и Судьбы» // Круг (Тель-Авив), 13 апреля 1988 г.
- Jacques Picard, «Fliehendes Licht und zitternde Luft» // Kulturspiegel (Берн), 11 сентября 1986 г. [на немецком языке].
- Маргарита Багинова, «Живопись по принципу алмаза» // Русская мысль (Париж), 30 сентября 1988 г.
- Аарон Априль, «Еще о библейских камнях. Заметки художника» // Ариэль (Иерусалим), № 2 (1990).
- С. Кашницкий, «Са-Нур без экзотики» // Время (Тель-Авив), 25 марта 1994 г.
- Victor Lupan, «La colonie des artiste» // Figaro magazine (Париж), 12 февраля 1998 г.
- Галина Подольская, «Царство цвета: Аарон Априль» // Меценат и мир (Москва), №45 (2010).
- Михаил Юдсон, «Классика любви» // Вести (Иерусалим), 8 июня 2002 г.
- Галина Подольская, «При свете дня» // Вести (Иерусалим) 15 июня 2002 г.
- Ноа Леа Коэн «Априльский дождь» // Некуда ["Точка"], №305 (октябрь 2007 г.) [на яз. иврит].
- Евграф Кончин, «Состязание со светом» // Культура (Москва), 26 июня 2008 г.
- Дмитрий Жилинский, «Восхождение. Монолог об Аароне Априле» // Третьяковская галерея (Москва), №2/19 (2008).